# Belebey
Belebey (tiếng Nga: Белебей) là một thành phố Nga, bên bờ sông Usen, 180 km so với Ufa. Thành phố này thuộc chủ thể Cộng hòa Bashkortostan. Thành phố có dân số 60.928 người (theo điều tra dân số năm 2002). Đây là thành phố lớn thứ 275 của Nga theo dân số năm 2002. Dân số qua các thời kỳ: 60,183 (Điều tra dân số 2010); 60,928 (Điều tra dân số 2002); 53,443 (Điều tra dân số năm 1989)..